# Дайнінген
Дайнінген (нім. Deiningen) — громада в Німеччині, знаходиться в землі Баварія. Підпорядковується адміністративному округу Швабія. Входить до складу району Донау-Ріс. Складова частина об'єднання громад Ріс.
Площа — 15,32 км2. Населення становить 1782 ос. (станом на 31 грудня 2020).